# Dieta planetarna
Dieta planetarna została opracowana przez Komisję EAT-Lancet w ramach raportu opublikowanego w The Lancet 16 stycznia 2019. Celem raportu i opisanej w nim diety jest promowanie zaleceń żywieniowych, które mają trzy następujące cele:
- wyżywienie globalnej populacji, która według prognoz w 2050 osiągnie 10 miliardów ludzi,
- znaczne zmniejszenie ogólnoświatowej liczby zgonów spowodowanych niewłaściwą dietą,
- osiągnięcie zrównoważonego wpływu na środowisko podczas produkcji żywności.

## Żywność w ocenie Komisji EAT-Lancet
W ocenie Komisji EAT-Lancet produkcja żywności jest obecnie jednym z najbardziej istotnych czynników mających wpływ na równowagę środowiska przyrodniczego. Zarazem Komisja EAT-Lancet wskazuje, że żywność jest największym czynnikiem optymalizacji zdrowia ludzkiego i zachowania równowagi środowiska przyrodniczego na Ziemi. Obecny model produkcji żywności zagraża jednak zarówno ludziom, jak i planecie.
Na podstawie przeprowadzonych analiz Komisja EAT-Lancet doszła do wniosku, że pilnie potrzebna jest zasadnicza transformacja światowego systemu żywnościowego. Według Komisji bez podjęcia działań nie zostaną osiągnięte Cele Zrównoważonego Rozwoju 2030 i Porozumienia paryskiego, a postępująca degradacja środowiska sprawi, że znaczna część populacji będzie coraz bardziej cierpieć z powodu niedożywienia i chorób, którym można zapobiegać.
W ocenie Komisji EAT-Lancet transformacja na zdrowe modele żywieniowe do 2050 roku wymagać będzie znacznych zmian w sposobie odżywiania. Globalne spożycie owoców, warzyw, orzechów i roślin strączkowych będzie musiało ulec podwojeniu, a konsumpcja żywności takiej jak czerwone mięso i cukier będzie musiała zostać zmniejszona o ponad połowę. W ocenie Komisji EAT-Lancet dieta bogata w żywność pochodzenia roślinnego i mniejszą ilość produktów pochodzenia zwierzęcego zapewnia zarówno korzyści zdrowotne, jak i środowiskowe. Zrównoważony sposób żywienia mógłby wyeliminować problem nadwagi i otyłości ograniczając nadmierną konsumpcję w zamożnych krajach a jednocześnie głodu poprzez wzrost dostępu do niektórych grup produktów na obszarach, w których są one deficytowe. Komisja oszacowała, że zmiana niezdrowej diety na dietę planetarną może zapobiec nawet 11 milionom zgonów osób dorosłych rocznie.

## Dieta planetarna w praktyce (2500 kcal na dzień)
| Grupa pokarmów          | Przykładowe pokarmy                                | Szacunkowe zalecane dzienne spożycie (gramy) | Spożycie kalorii na dzień (kcal) |
| ----------------------- | -------------------------------------------------- | -------------------------------------------- | -------------------------------- |
| Produkty pełnoziarniste | ryż, pszenica, kukurydza                           | 232                                          | 811                              |
| Warzywa skrobiowe       | ziemniaki, groch, dynia                            | 50 (0-100)                                   | 39                               |
| Warzywa nieskrobiowe    | pomidor, ogórek, papryka                           | 300 (200-600)                                | 78                               |
|                         | warzywa ciemnozielone                              | 100                                          | 23                               |
|                         | czerwone i pomarańczowe warzywa                    | 100                                          | 30                               |
|                         | inne warzywa                                       | 100                                          | 25                               |
| Owoce                   | jabłka, gruszki, śliwki                            | 200 (100-300)                                | 126                              |
| Nabiał                  | mleko, kefir, biały ser                            | 250 (0-500)                                  | 153                              |
| Tłuszcze nienasycone    | olej rzepakowy, olej słonecznikowy, oliwa z oliwek | 40 (20-80)                                   | 354                              |
| Tłuszcze nasycone       | masło, smalec                                      | 11,8 (0-11,8)                                | 96                               |
| Cukry dodane            | cukier, syrop glukozowo-fruktozowy                 | 31 (0-31)                                    | 120                              |
| Białko                  | wołowina, jagnięcina, wieprzowina (mięso czerwone) | 14 (0-28)                                    | 30                               |
|                         | kurczak i inne rodzaje drobiu                      | 29 (0-58)                                    | 62                               |
|                         | jaja                                               | 13 (0-25)                                    | 19                               |
|                         | ryby i owoce morza                                 | 28 (0-100)                                   | 40                               |
|                         | suche nasiona roślin strączkowych                  | 75 (0-100)                                   | 284                              |
|                         | orzechy                                            | 50 (0-75)                                    | 291                              |